# Asaphida
Asaphida wird als eine große und diverse Ordnung der Trilobiten gehandelt. Die gemeinsamen Merkmale der Ordnung Asaphida bilden, nach Fortey und Chatterton (1988), eine kugelförmige Protapsis (Larvenstadium) und eine ventrale mediane Naht. Jedoch ist die klare Stellung immer noch nicht genau geklärt. Es wird geschätzt, dass 20 % aller Trilobiten-Spezies in der Ordnung der Asaphida beheimatet sind. Die Asaphida werden in Schichten des mittleren-oberen Kambriums bis hin zum oberen Ordovizium/unteren Silur angetroffen. Sie umfassen sechs Überfamilien (Anomocaroidea, Asaphoidea, Cyclopygoidea, Dikelokephaloidea, Remopleuridoidea, Trinucleioidea) und keine Unterordnungen.
Die Ordnung der Asaphida starb im ordovizischen Massenaussterben, das erste der fünf Massenaussterbe-Ereignisse, fast vollständig aus. Die einzigen Überlebenden waren Mitglieder der Überfamilie Trinucleioidea, welche aber im Silur dann auch ausstarben.

## Morphologie
Das Cephalon der Asaphida weist eine opisthopare Gesichtsnaht auf, wobei die Librigenae (Freiwangen) ventral von einer medianen Naht getrennt sind. Das Hypostom ist dabei konterminant oder unabhängig angeordnet. Ausnahmen bilden nur primitive Formen wie zum Beispiel der Anomocaroidea, deren Hypostom natant angeordnet ist. Augen sind, wenn vorhanden, in der Regel groß, jedoch sind manche Formen sekundär erblindet. Des Weiteren besitzt der Occipitalring (Nackenring) ein Occipitaltuberkel (spitzer Fortsatz).
Typischerweise besteht der Thorax aus 5–12 Segmenten. Dies kann jedoch unter den sechs Überfamilien variieren. So können beispielsweise Mitglieder der Trinucleioidea sowohl 2–3 als auch bis zu 30 Segmente besitzen (Alsataspididae). Die Enden der Pleuren können sowohl spitz zulaufen als auch abgerundet ausgebildet sein.
Das Pygidium ist subisopyg bis macropyg, gerundet und weist eine weite Dublüre auf.

## Taxonomie
Die von Fortey and Chatterton vorgeschlagene Überfamilie Trinucleoidea wurde vor 1988 als Unterordnung der Ordnung Ptychopariida verstanden. 2020 wurde durch weiterführende Studien der Vorschlag geäußert, die Trinucleoidea zu einer eigenständigen Ordnung zu erheben (Trinucleida). Der Ordnung Asaphida werden sechs Überfamilien zugeschrieben:
- Überfamilie Anomocaroidea
  - Andrarinidae
  - Anomocarellidae
  - Anomocaridae
  - Aphelaspididae
  - Parabolinoididae
  - Pterocephalidae
- Überfamilie Asaphoidea
  - Asaphidae
  - Ceratopygidae
- Überfamilie Cyclopygoidea
  - Cyclopygidae
  - Nileidae?[5]
  - Taishunghaniidae
- Überfamilie Dikelocephaloidea
  - Dikelocephalidae
  - Eurekiidae
  - Loganellidae
  - Ptychaspididae
  - Saukiidae
- Überfamilie Remopleuridoidea
  - Auritamiidae
  - Bohemillidae
  - Hungaiidae
  - Idahoiidae
  - Remopleurididae
- Überfamilie Trinucleioidea?[4]
  - Alsataspididae
  - Dionididae
  - Liostracinidae
  - Raphiophoridae
  - Trinucleidae